# Grimmia forsteri
Grimmia forsteri là một loài Rêu trong họ Grimmiaceae. Loài này được (Dicks. ex With.) Sm. mô tả khoa học đầu tiên năm 1804.